# Арбатська (станція метро, Філівська лінія)
55°45′07″ пн. ш. 37°36′02″ сх. д. / 55.75194° пн. ш. 37.60056° сх. д.
«Арбатська» (рос. Арбатская) — станція Філівської лінії Московського метрополітену. Розташована між станціями «Олександрівський сад» і «Смоленська».
Була відкрита 15 травня 1935 у складі першої черги «Вулиця Комінтерну» (зараз-х — «Олександрівський сад») — «Смоленська». Названа по вулиці Арбат, як і однойменна станція Арбатсько-Покровської лінії. Була споруджена на місці знищеного «храму Тихона, єпископа Амафунтського», побудованого в 1689 році.

## Вестибюлі та пересадки
На станції один (західний) вестибюль, до якого ведуть сходи з платформи, через місток над коліями. Аналогічний місток над коліями, до якого ведуть сходи з платформи, є на іншому кінці станції. Проте сходи впираються у зачинені двері, за дверима знаходяться службові приміщення станції.

### Пересадки
- Автобуси: м2, м5, м7, н2

## Технічна характеристика
Конструкція станції — колонна мілкого закладення (глибина закладення — 8 м). Споруджена з використанням типового проєкту (схожі станції — «Сокольники», «Парк культури», «Смоленська»).
Одна з найбезлюдніших станцій у Московському метро: пасажиропотік 12100 осіб на добу (основна маса пасажирів користується іншою Арбатською, де є пересадка на інші лінії).

## Колійний розвиток
Станція без колійного розвитку.

## Оздоблення
Колони оздоблені рожевим мармуром. Підлога викладена червоною метлаською плиткою. Оздоблення колійних стін — глазурована керамічна плитка кремового кольору.
Наземний вестибюль має у плані форму п'ятикутної зірки. Вестибюль став одним з перших символів Московського метрополітену. Також він є одним із небагатьох вестибюлів, на яких зберігся напис «МЕТРО». На даху вестибюля спочатку хотіли встановити скульптуру «Метробудівець і червоноармієць», але від цієї ідеї відмовилися і встановили там шпиль із зіркою і червоні прапори.

## Галерея

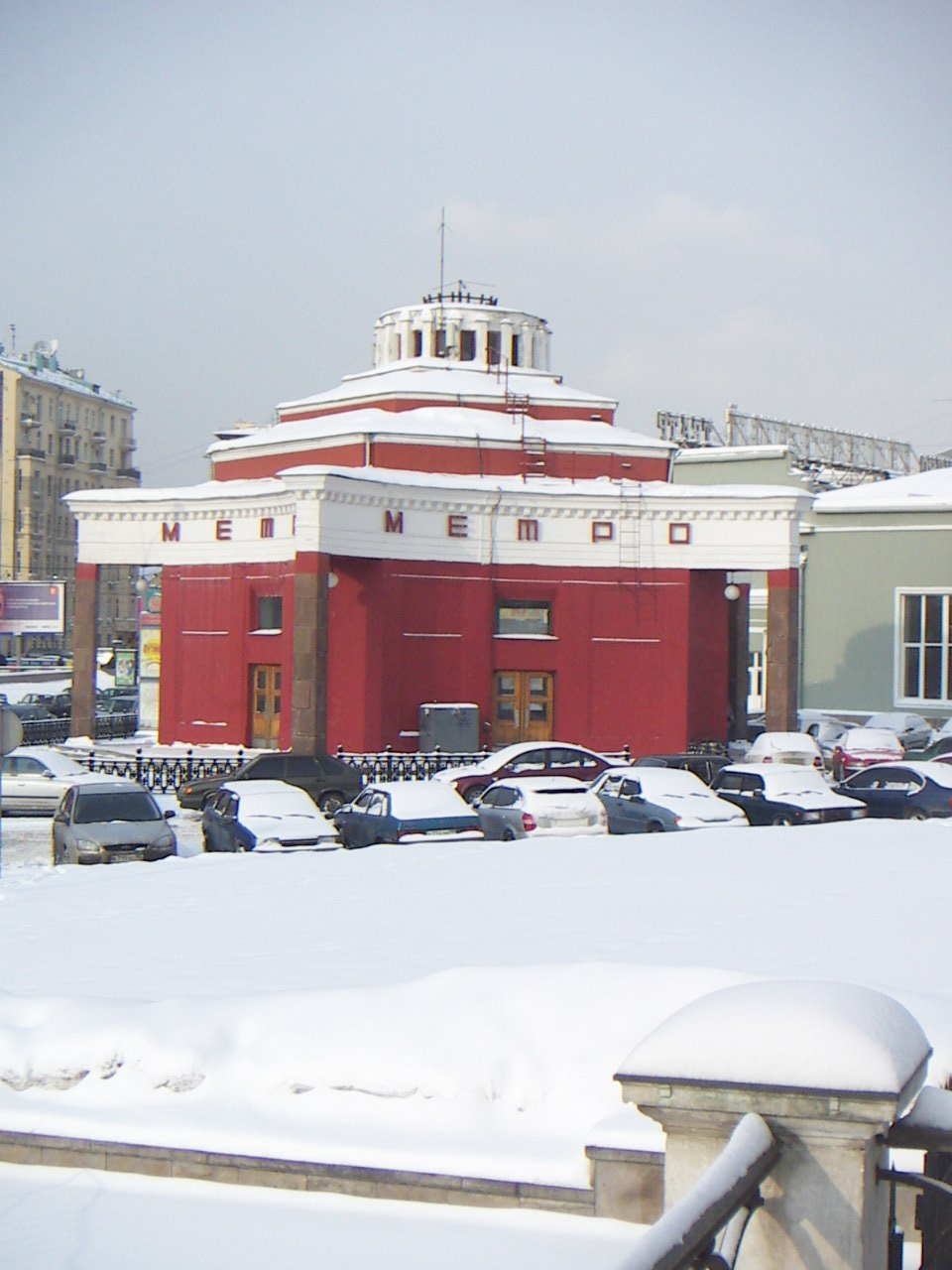
Наземний вестибюль. 2007 рік.
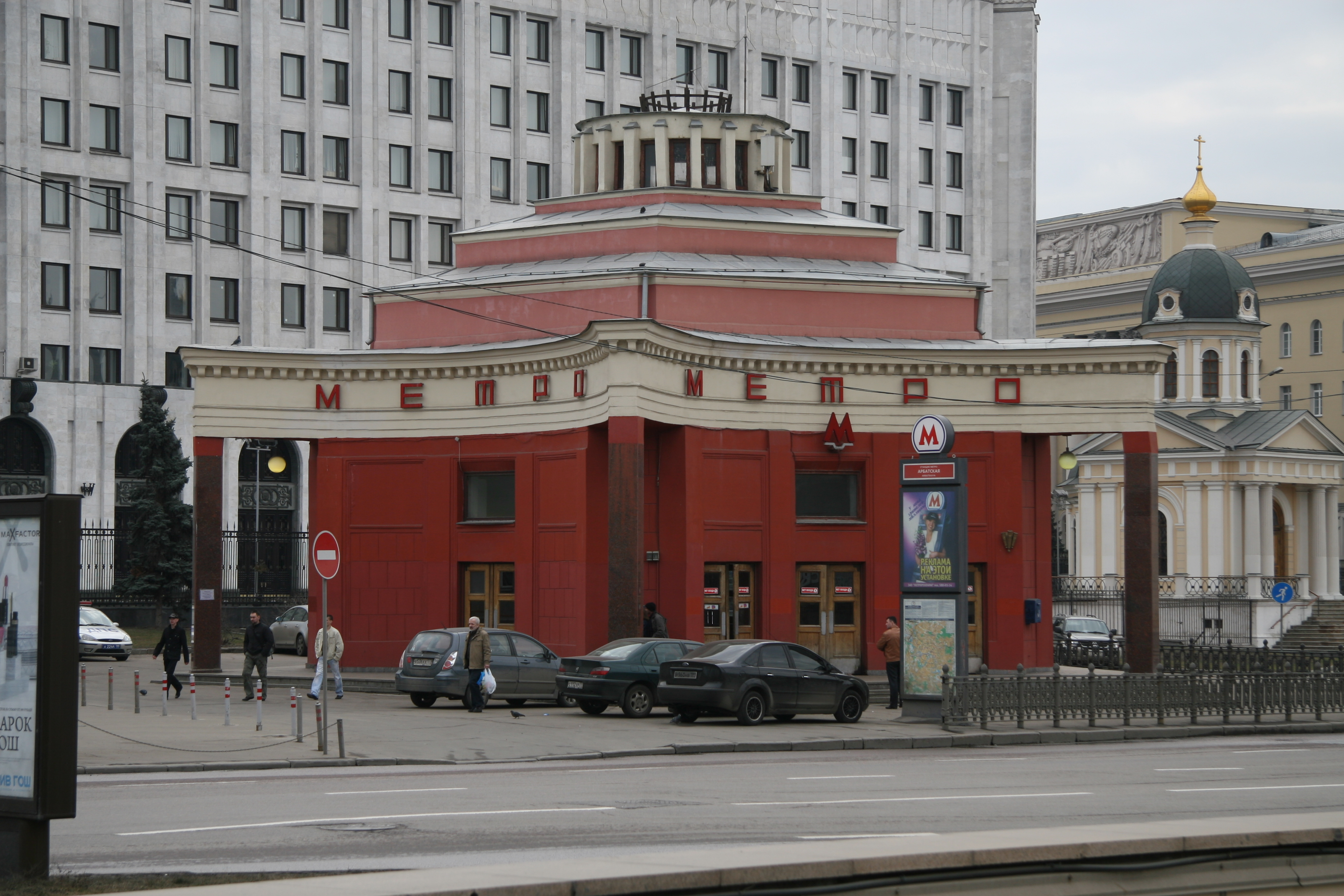
Наземний вестибюль. 4 квітня 2010 року.